# Lijst van kastelen in Hongarije
Dit is een incomplete lijst van kastelen en forten in Hongarije.
| Naam              | Plaats             | Bouwjaar  | Toelichting | Afbeelding |
| ----------------- | ------------------ | --------- | --- | ---------- |
| Boeda             | Boedapest          | 1241-1265 | Historisch kasteel en paleis voor de Hongaarse koningen, tegenwoordig werelderfgoed                                                                                        |            |
| Citadel           | Boedapest          | 18e eeuw  | Hoogte Citadel |            |
| Csesznek          | Csesznek           | 1263      | gebouwd als hoogteburcht door Jakab Cseszneky, zwaardhouder voor koning Béla IV van Hongarije, tegenwoordig een Ruïne.                                                     |            |
| Diósgyor          | Miskolc - Diósgyőr | 12e eeuw  | Gebouwd als verdediging tegen de opkomende Mongolen, in de middeleeuwen vaak gebruikt als bruidsschat voor de Hongaarse koninginnen, hedendaags een gerestaureerd kasteel. |            |
| Drégely           | Drégelypalánk      | 13e eeuw  | Hoogteburcht en Ruïne |            |
| Eger              | Eger               | 1241      | Hoogteburcht en deels gerestaureerd kasteel, het kasteel is bekend om haar standhouding in het beleg van Eger tegen de Ottomaanse Turken in 1552.                          |            |
| Esztergom         | Esztergom          | 12e eeuw  | gerestaureerde hoogteburcht deels citadel. |            |
| Füzér             | Füzér              | 12e eeuw  | Hoogteburcht en deels Ruïne |            |
| Gyula             | Gyula              | 15e eeuw  | Waterburcht (intact) |            |
| Jurisics          | Kőszeg             | 13e eeuw  | Ommuurd kasteel, deels Ruïne |            |
| Kinizsi           | Nagyvázsony        | 12e eeuw  | gerestaureerde burcht met 28 meter hoge toren |            |
| Kisnána           | Kisnána            |           | Hoogteburcht, Ruïne |            |
| Mosonmagyaróvár   | Mosonmagyaróvár    | 13e eeuw  | stadskasteel, tegenwoordig een vergaderzaal |            |
| Sárvár            | Sárvár             | 16e eeuw  | Heuvelburcht, tegenwoordig een museum |            |
| Siklós            | Siklós             | 13e eeuw  | Stadskasteel, in 1401 heeft Koning Sigismund hier tijdelijk gevangen gezeten.                                                                                              |            |
| Simontornya       | Simontornya        | 13e eeuw  | Stadskasteel |            |
| Szigetvár         | Szigetvár          | 14e eeuw  | Waterburcht |            |
| Tata              | Tata               | 1397-1409 | Waterburcht, gebouwd als buitenverblijf voor Keizer Sigismund |            |
| Vajdahunyadburcht | Boedapest          | 1896      | Waterburcht |            |
| Visegrád          | Visegrád           | 1240-50   | Hoogteburcht, deels gerestaureerd, gebouwd door Bela IV van Hongarije als sterkte tegen de Mongolen.                                                                       |            |